# Club Atlético Riobamba
El Club Atlético Riobamba fue un antiguo equipo de fútbol profesional de Riobamba, Provincia de Chimborazo, Ecuador. Fue fundado en 1959. Jugó el Campeonato Nacional de 1973; en el inicio del profesionalismo, la dirigencia la presidió el Sr. Fausto Costales, empresario propietario del almacén La Competencia, en el Campeonato de Ascenso Provincial tuvo una fuerte rivalidad con Olmedo, y el River Plate de Riobamba, tras el descenso a Segunda Categoría en 1973, el club desapareció en 1979; sus colores son el azul y rojo de la bandera de la ciudad de Riobamba; sin embargo en 1993 estos fueron usurpados arbitrariamente por el Arq. Eduardo Granizo, presidente del Centro Deportivo Olmedo; cuyos colores originales del Centro Deportivo Olmedo son azul y rojo.  

## Palmarés

### Torneos provinciales
| Competición                         | Títulos                 | Subcampeonatos |
| ----------------------------------- | ----------------------- | -------------- |
| Segunda Categoría de Chimborazo (4) | 1972, 1975, 1976, 1978. |                |

- Datos: Q5773259